# 尼特拉智者康斯坦丁大学

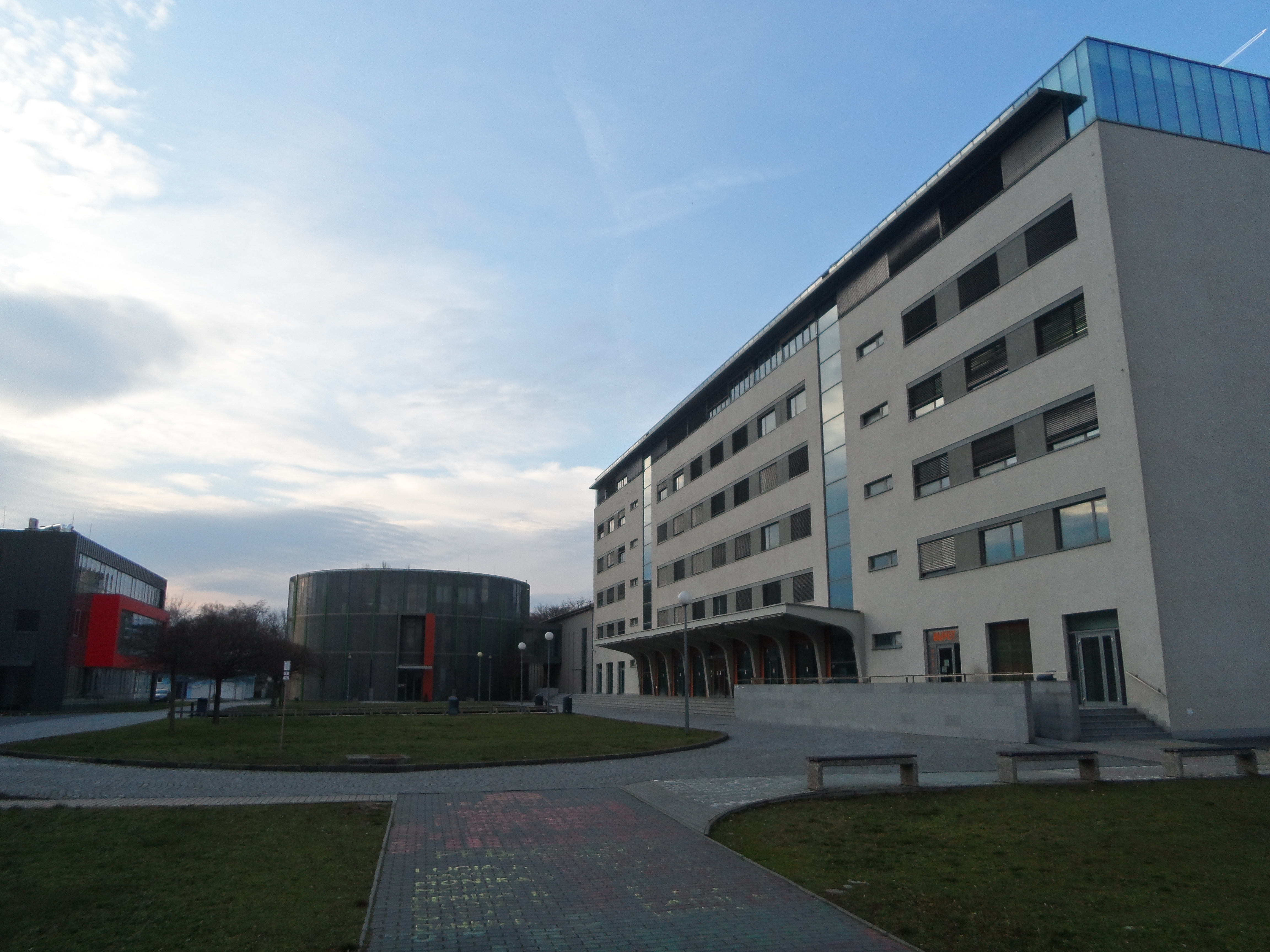
尼特拉智者康斯坦丁大学唱诗班校区

尼特拉智者康斯坦丁大学是一所位于斯洛伐克西南部城市尼特拉的公立大学。自1996年以来改为现名，为纪念拜占庭的希腊传教士、“斯拉夫人的使徒”圣西里尔（出生名为康斯坦丁）。